# La Rage au ventre (bande originale)
Albums d'Eminem
Shady XV
(2014) Revival
(2017)
Singles
1. Phenomenal
Sortie : 2 juin 2015
2. Kings Never Die
Sortie : 10 juillet 2015
3. R.N.S.
Sortie : 16 juillet 2015

Southpaw (Music from and Inspired By the Motion Picture) est la bande originale du film La Rage au ventre (Southpaw). L'album est produit par Shady Records, le label du rappeur américain Eminem.

## Historique
Un temps prévu dans le rôle principal, le rappeur Eminem produira la bande originale (via son label Shady Records) et interprète le premier single, Phenomenal, composé par Eminem,.
L'album est dédié à la mémoire du compositeur James Horner, décédé le 22 juin 2015, peu de temps avant la sortie du film et de l'album

## Liste des titres
| No  | Titre                      | Musique                              | Auteur | Interprète(s)                                                                     | Durée |
| --- | -------------------------- | ------------------------------------ | --- | --------------------------------------------------------------------------------- | ----- |
| 1.  | Cry For Love (Part 1)      | James Horner                         | James Horner | James Horner                                                                      | 1:27  |
| 2.  | Kings Never Die            | DJ Khalil, Eminem (add.)             | Marshall Mathers, Luis Resto, Khalil Abdul-Rahman, Erik Alcock, Chin Injeti, Liz Rodrigues                                      | Eminem featuring Gwen Stefani                                                     | 4:56  |
| 3.  | Beast (Southpaw Remix)     | Charley Hustle, remixé par DJ Khalil | Charles "Hustle" Caripides, Rob Bailey, Mathers, Abdul-Rahman, Trevor Smith, Dominick Wickliffe, Aaron Yates                    | Rob Bailey & The Hustle Standard featuring Busta Rhymes, KXNG Crooked & Tech N9ne | 4:39  |
| 4.  | This Corner                | Eminem, Luis Resto, Mr. Porter       | Mathers, Luis Resto, Mario Resto, Denaun Porter, Marvin O'Neal                                                                  | Denaun                                                                            | 3:53  |
| 5.  | What About The Rest Of Us? | Rico Love, Kasanova                  | Ariyan Arslani, Richard Butler, Jr., Cecil "Kasanova" Kirby, Jo-Vaughn Virginie, Curtis Mayfield                                | Action Bronson & Joey Bada$$ featuring Rico Love                                  | 4:12  |
| 6.  | Raw                        | Sarom, Jay CertiFYD                  | Mathers, Ryan Montgomery, J. Rivera, Raymond "Sarom" Diaz                                                                       | Bad Meets Evil                                                                    | 3:40  |
| 7.  | R.N.S.                     | AraabMuzik, Just Blaze               | Joe Budden, Joell Ortiz, Wickliffe, Abraham Orellana, Justin Smith, O'Shea Jackson, Anthony Wheaton, Betty Mabry, Fred Mühlböck | Slaughterhouse                                                                    | 3:39  |
| 8.  | Wicked Games               | Illangelo, Doc McKinney              | Abel Tesfaye, Doc McKinney, Carlo Montagnese, R. Millar Blancheur                                                               | The Weeknd                                                                        | 5:24  |
| 9.  | All I Think About          | Eminem, Luis Resto                   | Mathers, Montgomery, L. Resto                                                                                                   | Bad Meets Evil                                                                    | 6:12  |
| 10. | Drama Never Ends           | Frank Dukes                          | Curtis Jackson, Adam Feeney | 50 Cent                                                                           | 3:16  |
| 11. | Mode                       | DJ Premier                           | Montgomery, Christopher Martin, Adrian Younge, Robert Hall II                                                                   | PRhyme featuring Logic                                                            | 3:01  |
| 12. | Notorious Thugs            | Stevie J., Sean Combs                | Christopher Wallace, Steven Howse, Anthony Henderson, Bryon McCane, Sean Combs, Steven Jordan                                   | The Notorious B.I.G. featuring Bone Thugs-N-Harmony                               | 6:07  |
| 13. | Phenomenal                 | Eminem, Luis Resto (add.)            | Marshall Mathers, Luis Resto, Mario Resto                                                                                       | Eminem                                                                            | 4:43  |
| 14. | Cry For Love (Part 2)      | James Horner                         | James Horner | James Horner                                                                      | 1:33  |

## Samples
- This Corner contient un extrait vocal de la série télévisée Sur écoute (The Wire)[2].
- What About The Rest Of Us? contient un sample de Hard Times de Curtis Mayfield[2].
- Raw contient un extrait vocal de la série télévisée Kenny Powers (Eastbound and Down)[2].
- R.N.S. contient une interpolation de Once Upon a Time in the Projects d'Ice Cube, et un sample de Ich habe noch nicht gelernt zu lieben de Fred Mühlböck[2].
- Mode contient un sample de Mourning melodies in Rhapsody d'Adrian Younge[2].

## Classements
| Classements / pays (2015)          | Meilleure position |
| ---------------------------------- | ------------------ |
| Australie (ARIA)                   | 13                 |
| Autriche (Ö3 Austria Top 40)       | 70                 |
| Belgique (Flandre Ultratop)        | 150                |
| Belgique (Wallonie Ultratop)       | 147                |
| Canada (Canadian Albums)           | 2                  |
| France (SNEP)                      | 108                |
| Allemagne (Media Control AG)       | 61                 |
| Nouvelle-Zélande (RIANZ)           | 20                 |
| Suisse (Schweizer Hitparade)       | 43                 |
| États-Unis - Billboard 200         | 5                  |
| États-Unis- Top R&B/Hip-Hop Albums | 2                  |
| États-Unis - Top Rap Albums        | 1                  |
| États-Unis - Top Soundtrack Albums | 1                  |